# 8685 Fauré
8685 Fauré là một tiểu hành tinh vành đai chính với chu kỳ quỹ đạo là 1197.7873275 ngày (3.28 năm).
Nó được phát hiện ngày 4 tháng 4 năm 1992.